# ستيفن بيترسون (مجدف)
ستيفن بيترسون (بالإنجليزية: Stephen Lee Peterson)‏ هو مجدف أمريكي، ولد في 27 يونيو 1963 في غلاستونبوري في الولايات المتحدة.

## وصلات خارجية
- ستيفن بيترسون على موقع الاتحاد الدولي للتجديف (الإنجليزية)
- ستيفن بيترسون على موقع اللجنة الأولمبية الدولية (الإنجليزية)
- ستيفن بيترسون على موقع أوليمبيديا (الإنجليزية)